# Саласар, Луис де
Луис де Саласар-и-Кастро (Luis de Salazar y Castro; 1658—1734) — крупнейший специалист по испанской генеалогии, прозванный «князем генеалогов» (el príncipe de los genealogistas). Его именем назван институт, который специализируется на изучении иберийской генеалогии.

## Биография
Родился в 1658 г. в знатной семье из Вальядолида. Занимая высокий пост в иерархии ордена Калатравы, скрупулёзно копировал завещания, церковные записи о крещениях и браках, тексты международных документов и т. д. Архив Саласара в Королевской исторической академии насчитывает свыше 78 тысяч документов.
В 1689 г. получил назначение королевским историографом. При Филиппе V заведовал королевской библиотекой. Написал свыше 30 увесистых томов по вопросам генеалогии и геральдики, включая полные родословия фамилий Сильва (2 тома, 1685) и Лара (4 тома, 1694-97).
Непреходящая ценность трудов Саласара в том, что он свёл воедино огромный массив информации из источников, которые впоследствии были утрачены. В этом отношении его можно сравнить с французским современником — отцом Ансельмом.